# Санское
Санское — село в Шиловском районе Рязанской области, административный центр Санского сельского поселения.

## Географическое положение
Село Санское расположено на Мещёрской низменности на левом берегу реки Оки и Киструсской старицы в 10 км к северо-западу от пгт Шилово. Расстояние от села до районного центра Шилово по автодороге — 19 км.
К северу и востоку от села расположено множество урочищ — Березники, Чистое, Подгорное, Сосновое Болото, Малиново, Круглое, Чистое Болото и т. д. К югу, между Киструсской старицей и рекой Окой — целая система пойменных озёр: Игодка, Кривец, Егово, Углы, Дубровка, Фролово, Долгое, Крутое, Мегредь, Константиновская старица и др. Здесь же урочища Нежданное, Дмитрово Болото, Митряево, Канино Болото. Ближайшие населённые пункты — сёла Юшта и Федосеево-Пустынь.

## Население
По данным переписи населения 2010 года в селе Санское постоянно проживают 442 человек (в 1992 году — 806 человек). Местные жители вплоть до недавнего времени имели цокающий говор.
| 1859 | 1897  | 1906  | 2010 |
| ---- | ----- | ----- | ---- |
| 3079 | ↗4546 | ↘4539 | ↘442 |

## Происхождение названия
Село Санское получило своё название по озеру Санскому, на берегу которого расположено (совр. Киструсская старица реки Оки). Исходная форма наименования озера — Сан; она упоминается в сотной грамоте 1567 года на земельные владения епископа Рязанского и Муромского. Данный гидроним имеет финно-угорское происхождение. Возможно его сближение с эрзянским сэнь «синий» или мокшанским саньф «расчищенное место», сану «вязкий». В народе бытует также мнение, что Санское названо так потому, что там делали много саней.

О возникновении села Санское и его начальной истории рассказывали предания, записанные в конце XIX века местным священником А. Богословским: 
«…села не было в то время, когда шли монголо-татары на Рязань. На их пути лежал засечный городок ратников, которые должны были, увидев столб пыли над лесом, услышав говор татарский, ржанье коней, оповестить рязанского князя о приближении врага. Засечный городок был совсем маленьким, обнесён бревенчатым забором, внутри которого было 3 землянки и наблюдательная вышка. В сторону Оки от него находилось озеро, которое кормило ратников. Располагался городок в густом лесу, там, где за Окой начиналось село Константиново. Увидев пыль над лесом, воины отослали одного ратника предупредить, что идёт враг, а сами приготовились к обороне. Силы были не равны. Вскоре городок был окружён, укрепления разрушены. Все ратники были убиты, их тела сложили и подожгли, а потом сравняли всю землю. В память о героизме ратников озеро стало называться Воинским или Ратным». 
Ещё в XIX веке местные крестьяне по большим праздникам ходили к озеру Воинскому, где молились за погибших воинов у одиноко стоявшего кургана, считавшегося их могилой.
По другому преданию основание села Санское связано с Тереховым Воскресенским монастырём, владевшим землями и водами в его округе. Рассказывали, что основателями села были монастырские крестьяне Корякин и Мордасов, происходившие из села Лубонос. Несколько лет работали они в монастыре. За безупречное служение настоятель дал им право на свободное поселение в монастырских угодьях. Долго бродили они по монастырской земле и определили своё поселение на крутом, высоком берегу озера Сан, к северо-западу от озера Ратного (Воинского). Здесь первопоселенцы построили избы-землянки и начали корчевать лес и пахать землю. Вскоре рядом с землянками первых крестьян стали селиться пришлые люди и выросло село, получившее название Санского (по озеру), или Вознесенского (по названию церкви).
Двойное наименование — Санское, Вознесенское тож, село носило вплоть до начала XX века.

## История
Окрестности села Санское были обжиты человеком издревле. В 1,2 км к юго-западу от села на восточном берегу озера Долгое обнаружены остатки поселения с культурными слоями эпохи мезолита — бронзового века (до конца 2 тыс. до н. э.); поблизости, в 2 км к юго-западу от села — древнерусское селище XII—XIII веков; а в 0,5 км к юго-востоку от сельской церкви на южном берегу озера Ратное — селище XIII—XV веков

Село Санское — одно из старейших в Шиловском районе. Впервые оно упоминается около 1390 года в выписи из правой грамоты великого князя рязанского Олега Ивановича (в иночестве Ионы) о пожаловании им лесного острова владыке Феогносту, епископу Рязанскому и Муромскому: 
«Лета 1390 старец Иона Переслав придал отчину свою присный или пришный свой остров к селу Вознесенскому владыце Феогносту; на острову борть владычня Вознесенска села. А ходил тот бортный лес владычень ижевской бортник на рязанского владыку и мёд платил владыце. А зверь в том острове лоси и лисицы и в речке Штеке бобры били ижевляне на себя и на владыку…».
Как видно из приведённого документа, к моменту первого упоминания в письменных источниках Санское (Вознесенское тож) было уже селом, то есть сельским поселением, имевшим свой храм — Вознесенскую церковь, и входило в число вотчин Рязанского Архиерейского дома.

В писцовых книгах 1629—1630 годов село Санское значится 
«на реке на Оке и на озере на Нокшине», при церкви «Вознесения Господа Бога и Спаса нашего Иисуса Христа», которая «стоит у Оки реки на берегу». В селе при Вознесенской церкви «церковных дворов: двор поп Ондрей, двор вдовой поп Ондрей же, двор дьякон Лев, двор пономарь, двор просвирница, да 3 кельи, а в них живут нищие — питаютца о церкви Божии. Пашни церковные худые земли 30 чети в поле, а в дву потомуж, сена за рекою за Окою, против Вознесения Христова, 220 копён, а в селе-ж двор архиепискупль, а в нём живёт дворник Ивашко Остафьев, да крестьянских 30 дворов, а людей в них 102 человека, 10 дворов бобыльских, а людей в них 39 человек, 4 места дворовых пустых».
В окладных книгах 1676 года при церкви 
«Вознесения Господа Бога и Спаса нашего Иисуса Христа» показано «церковныя земли 4 четверти в поле, в дву потомуж, сена на 150 копён. В приходе: двор преосвященнаго Иосифа митрополита Рязанскаго и Муромскаго, а в нём живут приказные люди погодно, да крестьянских 110 дворов, бобыльских 15 дворов; преж сего к той (Вознесенской) церкви в приходе было Костянтиново да деревня Лунина, а ныне в том селе Костянтинове поп и церковь особь, а дань платили с обеих приходов сопча по старому окладу. И по новому окладу с тоё церкви довелось дани платить 3 рубли 5 алтын 3 денги. Стараго окладу 3 рубли 19 алтын 1 денга. И перед прежним убыло 13 алтын 4 денги».
В описи вотчин Архиерейскаго дома за 1739 год в селе Санском показано 134 двора, 430 душ мужского пола, земли 456 дес., сенных покосов на 1340 копён, лесу пашеннаго около полей 10 дес., повёрстного — в длину на 10, поперёк на 3 версты, рыбные ловли: в озере Санском с истоком, впадающем в Оку, и в Оке 3 тони, а также озёра Глухое, Покша, Лукое Глухое, Улуково, Чернятино, Черемоша, Омуток и Преснина; в 1749 году в селе значилось уже 555 душ.

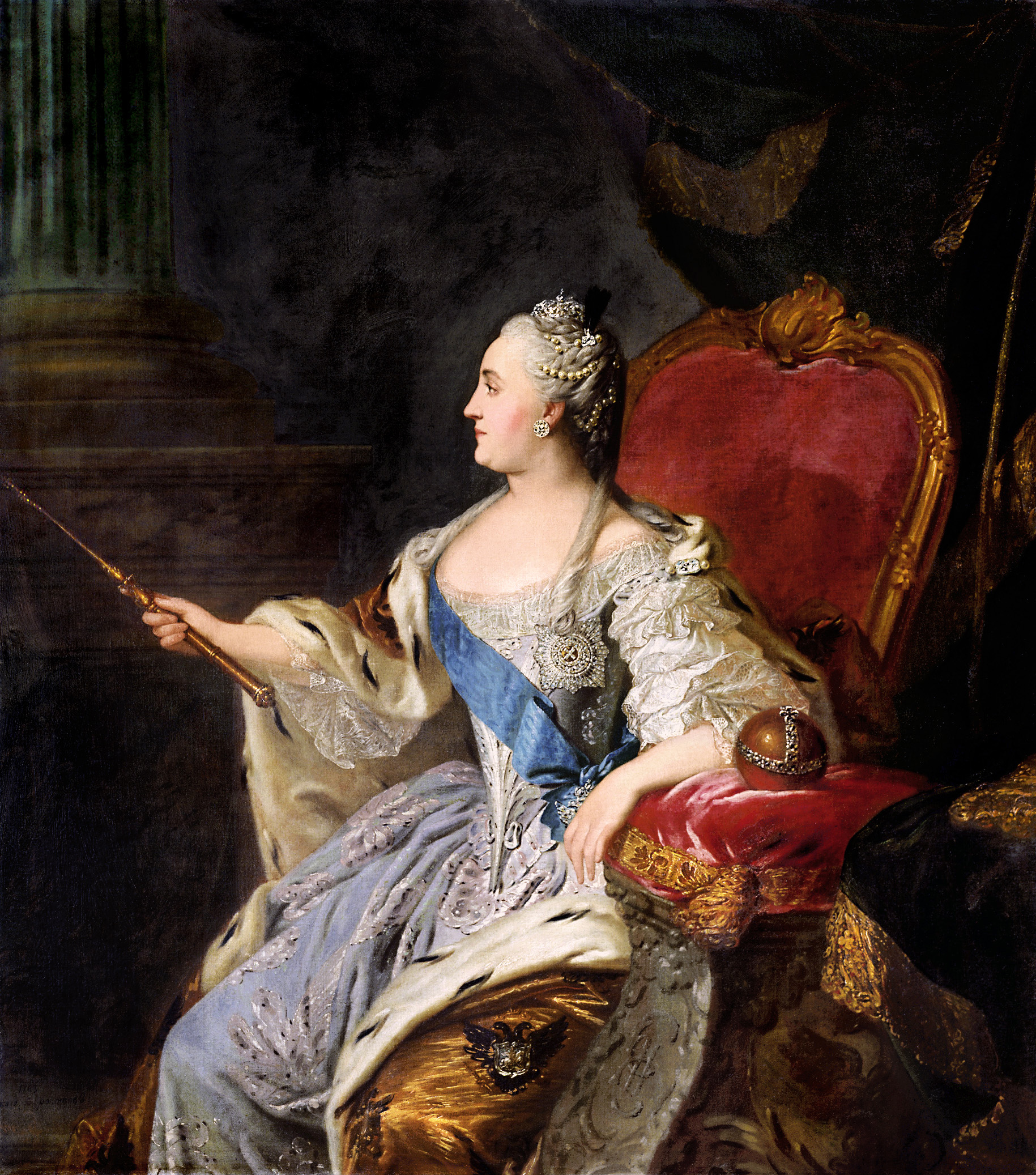
Императрица Екатерина II Алексеевна (1762—1796).

За пользование землёй санские крестьяне платили оброк рязанскому архиерею хлебом, мёдом, продуктами охоты. А по большим христианским праздникам носили его приказным людям в корзинах пироги, варёное мясо, яйца, творог, сметану, блины. Велика была власть сельских священников: Ивана Максимова, Илариона Фёдорова, Тимофея Агапиева и др. Только в 1764 году в результате секуляризационной реформы императрицы Екатерины II (1762—1796), крестьяне села Санское перешли в разряд экономических, государственных.
В начале XIX века само село Санское изменило своё местоположение. Весенние разливы размывали песчаную почву села, разрушая постройки, уничтожая пашни. К тому же в 1806 году сельский Вознесенский храм сгорел. Тогда село было передвинуто севернее, на более высокую холмистую равнину, туда где и расположено сейчас. В XVII веке Санское располагалось там, где в настоящее время раскинулись воды слившихся озёр Санского и Нокшино. В наше время во время летних засух на этом месте посреди воды появляется песчаный остров.
В ноябре 1807 года крестьяне села Санского подали прошение высокопреосвященному Амвросию (Яковлеву-Орлину), архиепископу Рязанскому и Зарайскому, о дозволении построить в селе новую деревянную церковь. Но в этой просьбе просителям было отказано, так как «вновь строить деревянных церквей, кроме каменных не дозволено». Тогда иждивением местных крестьян и благотворителей в селе начали строить каменную Вознесенскую церковь, существующую и поныне. В 1809 году в ней был освящён придельный престол во имя святителя Николая Чудотворца, а в 1821 году главный престол во имя Вознесения Господня.
В дальнейшем Вознесенский храм в селе Санское неоднократно поновлялся и совершенствовался. В 1830 году на нём была устроена новая глава и крест, в 1837 году возведены колокольня и фигурная чугунная ограда. Однако в том же году Вознесенская церковь значительно пострадала от пожара. Только к 1877 году, когда в храме был установлен новый иконостас, ремонтные и восстановительные работы были завершены.
Село Санское, не знавшее помещичьей власти, считалось в округе зажиточным, торговым, богатым. Многие из местных крестьян — Киселёвы, Чернаковы, Денисовы, Авдеевы, Иванцовы, Чиняковы — были «крепкими хозяевами» (кулаками): имели большие участки пашни и покосов, водили скот, занимались охотой и пчеловодством. Значительное число крестьян занималось отходничеством. В 1842 году на средства сельского общества в Санском была открыта собственная церковно-приходская школа, где крестьянским детям давали начальное образование — учили чтению, письму и счёту, преподавали Закон Божий. Учёба начиналась и заканчивалась молитвой. Первым попечителем школы стал местный крестьянин А. А. Чиняков, первым учителем был А. П. Кудрявцев, а законоучителем — священник В. И. Петровский. Правда обучалось в ней всего 10—15 человек — это были дети зажиточных крестьян, священников. Девочек в школе училось единицы. В Санском бытовало широко распространённое среди крестьян мнение: «Женщине учёба ни к чему».
Большое значение для села имела деятельность спасских мещан Подлазовых. Андрей, Василий и Яков Петровичи Подлазовы переехали в Санское из города Спасска-Рязанского в середине XIX века, и сразу же были приняты в Санское сельское общество. Поселились они в Березниках, были трудолюбивы и богобоязненны. Очень скоро Подлазовы выкупили у сельского общества Березники и открыли в Санском первую торговую лавку, а затем построили на селе крахмальный завод с конным приводом, где тёрли картофель на крахмал при помощи лошадиной силы.
В 1842 году в центре села Санское, при содействии купца Андрея Петровича Подлазова, было выстроено кирпичное здание волостного правления, в состав которого при образовании Санской волости входили волостной старшина, сельский староста, писарь, урядник, стражник и сборщик податей.
К 1891 году, по данным И. В. Добролюбова, в селе Санское насчитывалось 534 двора, в коих проживало 1949 душ мужского и 2088 душ женского пола. Местные кулаки возводили настоящие усадьбы с хозяйственными постройками, амбарами, фруктовыми садами. Среди них высились большие кирпичные дома купцов Коняевых, Подлазовых, а также Митроабрамовых, торговые связи которых распространялись вплоть до Санкт-Петербурга. В селе регулярно проводились ярмарки, базары, работали крахмальный завод, мельница, крупорушилка, шерстобитные машины, трактир и торговые лавки.
В 1890 году трапезную Вознесенского храма и колокольню полностью снесли и иждивением сельского общества построили заново, при этом в храме был освящён новый придел во имя иконы Божией Матери «Всех скорбящих Радость». В церковной ограде построены были кирпичные здания церковной лавки и сторожки.
В самом конце XIX века в селе Санском появилась и собственная библиотека. Её устроителями были местные уроженцы, купцы братья Дьяконовы, жившие в Москве. Один из них, Кузьма Алексеевич Дьяконов, закупил книг и привёз их в родное село, отдав на хранение в трактир Чиняковых. Первым хранителем библиотеки стала учительница церковно-приходской школы К. И. Высокова. Брать книги для чтения могли все, кто умел читать.
В 1910 году благодаря хлопотам А. П. Подлазова в Санском была открыта ещё одна земская приходская школа. Средства на её строительство, а также на строительство дома для учителей внесли как Спасское уездное земство, так и зажиточные жители села. Рядом со школой был построен дом для учителей. Тогда же в Санском открылось почтовое отделение. Вначале оно арендовало помещение в доме Подлазовых, а затем в доме Чиняковых за 300 руб. в год. Первым начальником почты был Смеляков, в штате которого числились телеграфист Савин, почтальон и сторож.
Не обошли село Санское стороной и революционные события начала XX века. Известно, что в годы 1-й Русской революции большие хлопоты властям доставлял студент Денисов (уроженец села Санское), разъезжавший по Спасскому уезду и агитировавший крестьян за революцию. Возможно, с его деятельностью связано появление в Санском первого номера большевистской газеты «Искра» — тайник газет был обнаружен в 1960-х годах при ремонтных работах в бывшем доме купца Подлазова.
К 1914 году в селе Санском имелись волостное правление, Вознесенская церковь, 3 приходских школы (2 земские и 1 церковная), библиотека, крахмальный завод, трактир и 4 торговых лавки. К этому времени в Санском насчитывалось 850 дворов, в которых проживало свыше 5000 жителей.
Октябрьская революция привела к коренным изменениям в жизни старинного села Санское. Власть на селе перешла в руки Совета крестьянских депутатов, позднее — сельского Совета в составе 26 человек, при котором действовали товарищеский суд и народная дружина. В годы Гражданской войны и последовавшей за ней разрухи прекратил работу крахмальный завод; дома и имущество купцов и зажиточных крестьян были национализированы. Приходские школы в 1918 году были преобразованы в единую трудовую начальную школу с 4-летним курсом обучения, была национализирована библиотека. Первым библиотекарем стал Михаил Климкин. В 1927 году в конфискованном доме кулака И. А. Дьяконова был открыт медицинский пункт; первым фельдшером стала Валентина Штырина.
В 1929 году в селе Санском была организована сельскохозяйственная артель (колхоз) «Красное Замоскворечье». Первым его председателем был Михаил Осипович Смолин. В 1935 году колхоз «Красное Змоскворечье» был переименован в колхоз имени С. М. Кирова. В предвоенные годы этот колхоз числился в числе передовых и славился далеко за пределами Шиловского района. В 1935 году он победил в соревновании между колхозами зон Шиловской и Спасской МТС и был помещён на областную Доску почёта. Колхоз имени С. М. Кирова в селе Санском неоднократно участвовал и во всесоюзных сельскохозяйственных выставках, в 1937 году ему было вручено переходящее Красное Знамя, а в начале 1940 года колхоз был награждён орденом «Знак Почёта».
Одновременно с колхозом развивалась и сельская инфраструктура. Как только в Санском был организован колхоз, сразу встал вопрос, что делать с детьми, чтобы родители могли работать, не волнуясь о них. В 1930 году в Санском были организованы детские ясли, в которых находились малыши от 3 месяцев до 3 лет, а так же детская площадка для детей от 3 до 8 лет. Летом открывались дополнительные детские ясли. Располагались сельские ясли в бывшем доме Кудимова, к которому прилегал большой сад. В 1933 году Санская начальная школа была преобразована в 7-летнюю. При школе были организованы пионерские отряды и пионерская дружина имени С. М. Кирова.
В 1935 году ясли перевели в бывший дом священника Петровского, часть комнат в котором с 1936 года заняла и библиотека. В доме Кудимовых с 1935 года разместилась первая в селе Санском аптека, работу которой организовал Е. О. Бельковский, а после его смерти его жена — Роза Борисовна. В аптеке изготавливали лекарства, которые требовались населению; фармацевты пользовались большим уважением на селе. В 1937 году в селе в бывшем доме Иванцовых, открылась участковая больница. Помощь в организации её родильного отделения оказывала колхозная касса взаимопомощи. В больнице работало много хороших врачей, обслуживала она 3 села — Санское, Юшту и Федосеево-Пустынь.
Службы в Вознесенском храме продолжались и после Октябрьской революции: большинство жителей села Санского оставались верующими. Только 14 июня 1939 года Оргкомитет принял решение закрыть Вознесенскую церковь и передать её здание под школу, но здание не было переоборудовано и использовалось для нужд местного колхоза. А уже 31 марта 1941 года Областной исполком Совета депутатов трудящихся принял решение об открытии Храма Вознесения Господня в селе Санское и возобновлении в нём церковной службы.
В годы Великой Отечественной войны большая часть мужчин села Санского была призвана в действующую армию, на пределе возможностей работали колхозники. Мужские специальности замещались женщинами. К началу 1942 года в колхозе имени С. М. Кирова было 13 женщин-бригадиров. Тем не менее, уже в августе 1941 года труженики колхоза сдали в Фонд обороны 70 т сена и на общем собрании решили передать Красной Армии своих лучших коней. В сентябре 1941 года на селе начался сбор тёплых вещей для Красной Армии, к каждому празднику шли на фронт посылки с подарками для бойцов Красной Армии, из собранной у населения шерсти (свыше 1 т) в Санском вырабатывали валенки для солдат.
Оказывали посильную помощь колхозу и школьники. В Санской школе были организованы отряды и звенья плодородия, учащиеся участвовали в пахоте, прополке посевов, подбирали колоски. В 1942 году учащиеся Санской неполной средней школы приняли участие в сборе средств на строительство самолёта «Рязанский пионер» и за 3 дня собрали свыше 550 руб.
Жители Санского мужественно и отважно сражались на фронтах Великой Отечественной, многие были награждены орденами и медалями, а двоим было присвоено звание Героя Советского Союза. Это старшина-артиллерист Пётр Александрович Чиянев (1919—1996) и командир гаубичного полка подполковник Андрей Григорьевич Ерошкин (1903—1972).
Колхоз имени С. М. Кирова села Санское оставался в числе передовых и в послевоенные годы. С 1947 по 1960 год председателем колхоза была Ефремова Анна Игнатьевна. При её правлении колхоз славился на всю Рязанскую область. Надои на одну фуражную корову доходили до 7000 кг молока. Высокого звания Героев Социалистического Труда были удостоены в 1953 году труженицы этого колхоза доярки А. Я. Астахова и А. М. Орлова, и председатель колхоза А. И. Ефремова. Было построено здание сельского Дома культуры. В марте 1965 года колхоз имени С. М. Кирова был реорганизован в совхоз «Санский». Его первым директором был Иван Фёдорович Фролов.
Выселками из села Санское является село Сановка Шиловского района Рязанской области.

## Экономика
По данным на 2015/2016 год в селе Санское Шиловского района Рязанской области расположено:
1. ООО «Агрофинстрой», агропромышленное предприятие.

В селе имеются несколько продуктовых магазинов.

## Социальная инфраструктура
В селе Санское Шиловского района Рязанской области имеются: отделение почтовой связи, фельдшерско-акушерский пункт (ФАП), Санская основная общеобразовательная школа, Дом культуры и библиотека.

## Транспорт
Вплоть до второй половины XX века наибольшее значение для села Санское имел водный транспорт. Киструсская старица, река Ока и Окский речной путь связывали село с крупнейшими центрами Рязанской области. В селе имеется речная пристань (якорная стоянка). До конца XX века действовала паромная переправа.
С конца XX века основные грузо- и пассажироперевозки осуществляются автомобильным транспортом: через село проходит автомобильная дорога межмуниципального значения 61Н-595: «Шилово — Юшта — Санское — Погори».
Еще в 70 х годах был даже меленький аэродром, и на самолете «Для парашутных прыжков» можно было долететь до Рязани.

## Достопримечательности
- Храм Вознесения Господня — Вознесенская церковь. Построена на деньги прихожан в 1809—1821 годах, колокольня и трапезная перестроены в 1890 году[16]
- Здание волостного правления. Построено в 1842 году содействием мещанина А. П. Подлазова. В настоящее время здесь располагается Администрация Санского сельского поселения.[7]
- Здание земской приходской школы. Построено в 1910 году на средства уездного земства и крестьянского общества. В настоящее время — Санская основная общеобразовательная школа.[7]
- Дом священника В. И. Петровского, конец XIX века. До недавнего времени в здании размещался детский сад.[17]
- Дом зажиточных крестьян Иванцовых, конец XIX века. В настоящее время в здании находится фельдшерско-акушерский пункт (ФАП).[18]

## Известные уроженцы
- Андрей Григорьевич Ерошкин (1903—1972) — подполковник, командир 876-го гаубичного артиллерийского полка, Герой Советского Союза (1944). Отличился в боях при переправе через Западный Буг.
- Пётр Александрович Чиянев (1919—1996) — старшина, командир орудия 4-й батареи 823-го Сталинского артиллерийского полка 301-й Сталинской стрелковой дивизии, Герой Советского Союза (1945). Умер в родном селе.
- Анна Яковлевна Астахова (урожд. Ивкина; 1923—2007) — доярка колхоза имени С. М. Кирова Шиловского района, Герой Социалистического Труда (1953).
- Александр Иванович Чиняков (1929—2011) — педагог-баянист и композитор, профессор Московского государственного университета культуры и искусств, заслуженный работник культуры Российской Федерации. Автор романсов на стихи С. А. Есенина.
- Антонина Михайловна Лыкова (урожд. Орлова;(1931-2020) — доярка колхоза имени С. М. Кирова Шиловского района (село Санское), Герой Социалистического Труда (1953).